# スタッド・モーリス・デュフラン
スタッド・モーリス・デュフラン(Stade Maurice Dufrasne)、通称スタッド・ドゥ・スクレサン(Stade de Sclessin)は、ベルギー, リエージュ州リエージュにあるスタジアム。現在は、スタンダール・リエージュのホームスタジアムとなっている。収容人数は27,670人。

## 概要
1999年、翌年に行われるEURO 2000の為に改修された。

## 重要な試合

### UEFA欧州選手権1972
- 7月17日：3位決定戦 - ハンガリー 1-2 ベルギー

### UEFA欧州選手権2000
- 6月12日：グループA - ドイツ 1-1 ルーマニア
- 6月18日：グループC - ノルウェー 0-1 セルビア・モンテネグロ
- 6月21日：グループD - デンマーク 0-2 チェコ